# Villanova del Sillaro
Villanova del Sillaro é uma comuna italiana da região da Lombardia, província de Lodi, com cerca de 1.316 habitantes.
Estende-se por uma área de 13 km², tendo uma densidade populacional de 101 hab/km².
Faz fronteira com Pieve Fissiraga, Massalengo, Sant'Angelo Lodigiano, Ossago Lodigiano, Borghetto Lodigiano, Graffignana.

## Demografia
| Variação demográfica do município entre 1861 e 2011                               |
|                                                                                   |
| Fonte: Istituto Nazionale di Statistica (ISTAT) - Elaboração gráfica da Wikipedia |